# Pineuilh
Pineuilh är en kommun i departementet Gironde i regionen Nouvelle-Aquitaine i sydvästra Frankrike. Kommunen ligger i kantonen Sainte-Foy-la-Grande som tillhör arrondissementet Libourne. År 2022 hade Pineuilh 4 447 invånare.

## Befolkningsutveckling
Antalet invånare i kommunen Pineuilh
Referens:INSEE